# Кабінда (місто)
Кабінда (порт. Cabinda) — місто, адмінцентр провінції Кабінда (ексклав Анголи). Населення — 186 000 осіб. У Кабінді проходили матчі Кубка африканських націй 2010.

## Клімат
Місто знаходиться у зоні, котра характеризується кліматом тропічних саван. Найтепліший місяць — лютий із середньою температурою 26.7 °C (80 °F). Найхолодніший місяць — липень, із середньою температурою 21.7 °С (71 °F).
| Клімат Кабінди          | Клімат Кабінди | Клімат Кабінди | Клімат Кабінди | Клімат Кабінди | Клімат Кабінди | Клімат Кабінди | Клімат Кабінди | Клімат Кабінди | Клімат Кабінди | Клімат Кабінди | Клімат Кабінди | Клімат Кабінди | Клімат Кабінди |
| Показник                | Січ.           | Лют.           | Бер.           | Квіт.          | Трав.          | Черв.          | Лип.           | Серп.          | Вер.           | Жовт.          | Лист.          | Груд.          | Рік            |
| Абсолютний максимум, °C | 32             | 32             | 33             | 33             | 32             | 29             | 28             | 28             | 30             | 32             | 33             | 34             | 34             |
| Середній максимум, °C   | 30             | 30             | 30             | 30             | 28             | 25             | 25             | 25             | 26             | 27             | 28             | 28             | 28             |
| Середня температура, °C | 26             | 26             | 26             | 26             | 25             | 22             | 21             | 22             | 23             | 25             | 25             | 25             | 25             |
| Середній мінімум, °C    | 22             | 22             | 22             | 23             | 22             | 20             | 18             | 19             | 21             | 23             | 23             | 23             | 22             |
| Абсолютний мінімум, °C  | 20             | 18             | 18             | 19             | 18             | 15             | 13             | 15             | 15             | 19             | 19             | 19             | 13             |
| Норма опадів, мм        | 50             | 100            | 80             | 110            | 50             | 0              | 0              | 0              | 0              | 30             | 110            | 80             | 660            |
| Днів з дощем            | 5              | 8              | 6              | 7              | 4              | 0              | 0              | 0              | 0              | 2              | 7              | 7              | 51             |
| Вологість повітря, %    | 80             | 81             | 80             | 82             | 84             | 82             | 78             | 80             | 80             | 80             | 79             | 82             | 81             |
| ----------------------- | -------------- | -------------- | -------------- | -------------- | -------------- | -------------- | -------------- | -------------- | -------------- | -------------- | -------------- | -------------- | -------------- |
| Джерело: Weatherbase    |                |                |                |                |                |                |                |                |                |                |                |                |                |

## Історія
1521 року в Кабінді створений діоцез з єпископом Енріке, сином Аффонсу, правителя Конго, який став першим африканським єпископом з числа самих африканців.
Сучасна Кабінда була побудована як село в 1883. Її розташування уздовж бухти було дуже зручним, і допомагало вести торгівлю. Статус міста був отриманий 28 травня 1956. У 1960 починається розвиток комерційної діяльності та порту, будівництво громадських будівель і житлових кварталів, автомобільних доріг.

## Відомі особистості
У поселенні народилась:
- Марія Мамбо Кафе (1945—2013) — ангольський політик.